# Arnouville
Arnouville è un comune francese di 13 452 abitanti situato nel dipartimento della Val-d'Oise nella regione dell'Île-de-France.
Fino all'11 luglio 2010 il comune si è chiamato Arnouville-lès-Gonesse.

## Storia

### Simboli
Lo stemma comunale riprende il blasone dei Conti di Machault, visibile sull'antico portale del castello d'Arnouville.

## Società

### Evoluzione demografica
Abitanti censiti

## Amministrazione
Ad ottobre 2018 ha siglato una Dichiarazione di amicizia con il comune di Shekher situato nella repubblica de facto dell'Artsakh. Nel 2019, il tribunale amministrativo francese di Cergy-Pontoise dichiarò che la firma ha violato la legge francese per aver oltrepassato l'autorità di una giurisdizione municipale e non rispettando gli impegni internazionali della Francia (in particolare il mancato riconoscimento del Nagorno-Karabakh come Stato), proclamando la dichiarazione nulla e non valida.